# Michée
Compléments
Contemporain des rois Jotham, Achaz et Ézéchias
Michée, ou Mika, ou Micah selon les traductions (מִיכָה en hébreu, qui signifie « Qui est comme Yahweh? ») est le sixième des douze petits prophètes. Il prophétisa sous les règnes de Jotham, Achaz et Ézéchias, tous trois rois de Juda. Il fut un contemporain des prophètes Isaïe et Osée. Michée est l'auteur d'un des livres du Tanakh (ou Ancien Testament), le Livre de Michée.

## Biographie
Le Livre de Michée s'adresse explicitement aux deux royaumes issus du schisme d'Israël. Né en Juda dans la deuxième moitié du VIIIe siècle av. J.-C., le prophète dénonce la situation morale, sociale et spirituelle de ses compatriotes et annonce la naissance d'un libérateur.
Michée prophétise que le Messie naîtra à Bethléem.
Il prophétise aussi sur le peuple de Juda comme le fait le livre de Jérémie.
Comme Isaïe, il dénonce les prêtres riches, les puissants et les faux prophètes qui contrôlent le pouvoir et les privilèges. Il fustige les abus de l'aristocratie de Jérusalem contre la majorité des gens du pays et l'instrumentalisation de la religion pour cacher les injustices sociales.

## Nouveau Testament
Les Évangiles reprennent la prédiction de Michée 5.1, sans la mentionner nommément, dans Matthieu 2.1 et 2.6, Luc 2.4 et Jean 7.42 : « Et toi, Bethléem-Ephrata, petite parmi les clans de Juda, c'est de toi que sortira pour moi celui qui doit gouverner Israël. Ses origines remontent au temps jadis, aux jours antiques. »
Vers 700 avant le Christ, Michée constate que l’un des signes du refus de la société à changer de vie est la division entre les partisans du consensus et les disciples du prophète : « Le fils méprise son père, la fille se révolte contre sa propre mère, comme la belle-fille contre sa belle-mère, et chacun a pour ennemis les gens de sa famille… » (Michée 7, 6-7). La phrase de Jésus : « Car désormais cinq personnes de la même famille seront divisées : trois contre deux et deux contre trois ; ils se diviseront : le père contre le fils et le fils contre le père, la mère contre la fille et la fille contre la mère, la belle-mère contre la belle-fille et la belle-fille contre la belle-mère » inscrite dans l’Évangile de Luc (12, 52-53) est donc une citation de Michée que les disciples ont certainement reconnue.
Michée est fêté chaque 14 août du calendrier grégorien.